# كرايغ كلير
كرايغ كلير (بالإنجليزية: Craig Clare)‏ هو لاعب اتحاد الرغبي نيوزيلندي، ولد في 19 أغسطس 1984 في بالميرستون نورث في نيوزيلندا.